# Puértolas
Puértolas egy község Spanyolországban, Huesca tartományban. Puértolas Boltaña, Fanlo, Bielsa, Tella-Sin, Laspuña, El Pueyo de Araguás és Labuerda községekkel határos. Lakosainak száma 224 fő (2024).

## Nevezetességek
Puértolas egyike annak a hat községnek, amelyek közigazgatási területén osztozik az Ordesa és Monte Perdido Nemzeti Park.

## Népesség
A település népessége az utóbbi években az alábbiak szerint változott:
| Lakosok száma | 212  | 224  | 227  | 239  | 225  | 217  | 210  | 212  | 216  | 224  |
|               | 2001 | 2004 | 2007 | 2009 | 2012 | 2014 | 2017 | 2019 | 2022 | 2024 |